# مانويل فيليكس دياز
مانويل فيليكس دياز مواليد 10 ديسمبر 1983 في سانتو دومينغو، هو ملاكم محترف دومينيكي يصنف ضمن فئة وزن الوسط بدأ مسيرته الاحترافية سنة 2009. شارك في دورة الألعاب الأولمبية الصيفية سنة 2004. حقق الميدالية الذهبية في الألعاب الأولمبية الصيفية 2008.

## إحصائيات
خاض خلال مسيرته 18 نزالا، فاز في 17 ولم يتعادل وخسر في 1. فاز بالضربة القاضية في 8 نزالا.

## الميداليات
| الميدالية | المسابقة                       |
| --------- | ------------------------------ |
| ذهبية     | الألعاب الأولمبية الصيفية 2008 |
| برونزية   | دورة الألعاب الأمريكية 2003    |

## روابط خارجية
- مانويل فيليكس دياز على موقع بوكس ريك (الإنجليزية) (registration required)
- مانويل فيليكس دياز على موقع أوليمبيديا (الإنجليزية)